# Saison 2012 des Dragons catalans
Vous lisez un « bon article » labellisé en 2013.
La saison 2012 des Dragons catalans, unique franchise française de rugby à XIII en Super League, constitue leur septième participation à cette ligue. L'entraîneur australien Trent Robinson effectue sa seconde saison au club. Le botteur catalan Scott Dureau est le meilleur réalisateur de la saison en Super League avec 281 points, et est retenu dans l'équipe de rêve de la Super League 2012 au poste de demi de mêlée au côté du pilier Rémi Casty.
En Challenge Cup, les Dragons sont éliminés en quarts de finale par les Wigan Warriors après avoir éliminé les Hull Kingston Rovers en seizième de finale (20-18). En Super League, les Dragons Catalans parviennent à décrocher la quatrième place en saison régulière leur permettant de prendre part aux phases finales. Lors de ces dernières, ils sont battus à deux reprises, tout d'abord par les Wigan Warriors (6-46) puis par les futurs champions, les Leeds Rhinos (20-27).

## Déroulement de la saison

### Transferts
Les Dragons catalans s'attachent pour la première fois de leur histoire les services d'un joueur anglais avec l'arrivée de centre Leon Pryce, international anglais et vainqueur de la Super League à quatre reprises. Il a pour objectif de perforer les défenses adverses. D'un côté, d'autres venues sont effectuées tels que le Néo-Zélandais Louis Anderson, l'Écossais Ben Fisher et le Français Julian Bousquet, d'un autre côté les joueurs, Daryl Millard et Éloi Pélissier, ayant intégré le groupe professionnel lors de la saison 2011, font désormais partie de l'équipe. Côté départs, Ben Farrar et Sébastien Martins quittent la Catalogne, le premier pour la franchise australienne des Manly-Warringah Sea Eagles, le second pour le FC Lézignan.

### Pré-saison

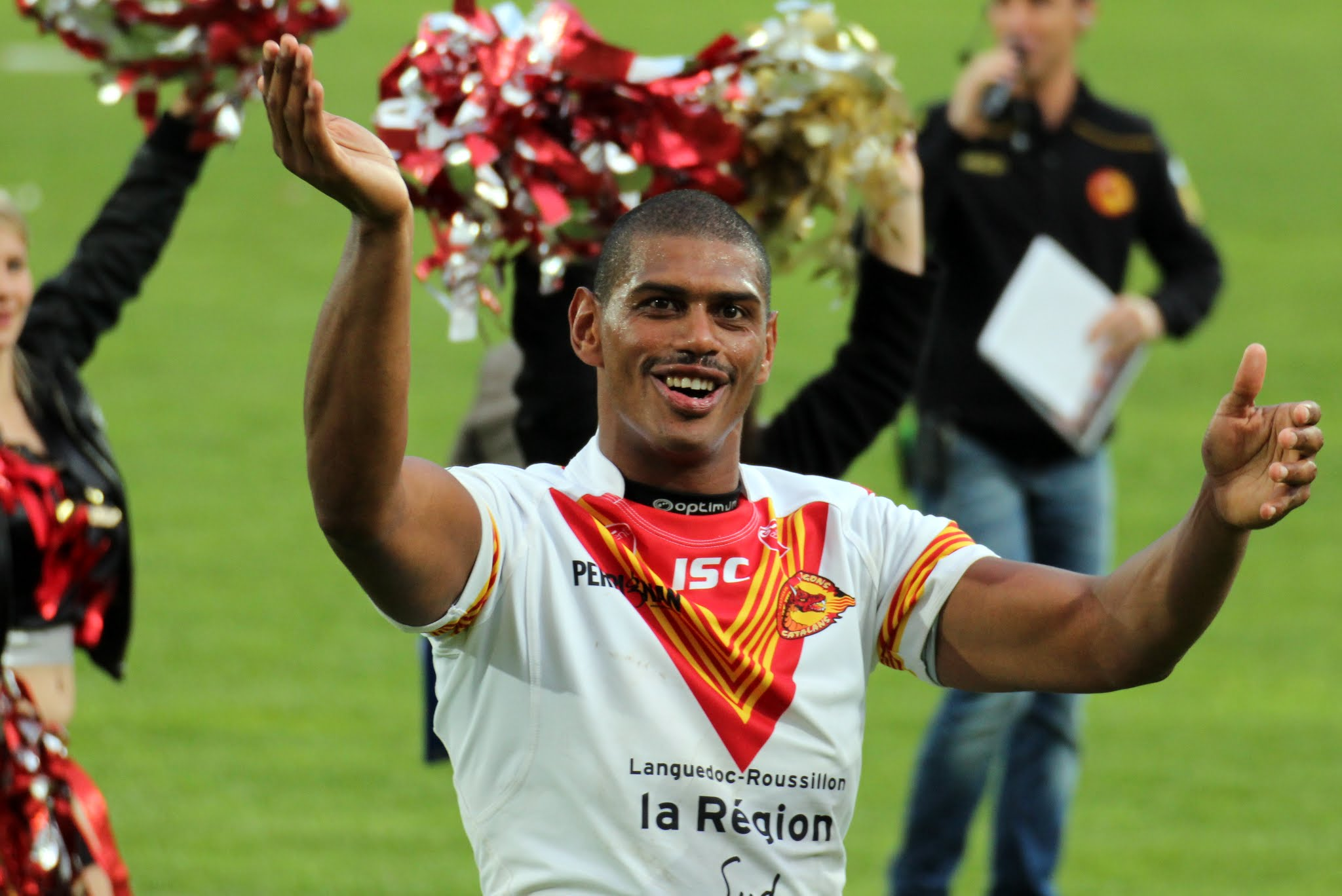
La nouvelle recrue : l'international anglais Leon Pryce.

Calendrier connu, les Dragons catalans savent que le premier match aura lieu le 5 février 2012 contre les Bradford Bulls. Début décembre 2011, ils effectuent un stage à Barcelone après avoir essayé Fort-Romeu en décembre 2010 pour un camp d'entraînement au niveau de la mer loin des hautes altitudes ; l'effectif y est au complet à l'exception d'Anderson. L'entraîneur Robinson, qui entame sa deuxième saison au club, désirait un nouveau cadre d'entraînement et met en avant la bonne ambiance au sein de l'équipe, ce mini stage de pré-saison est ponctué par un détour au Camp Nou pour assister au match de football entre le FC Barcelone et le FC BATE Borissov.
Le 14 janvier 2012, ils disputent leur premier match de préparation contre les Wakefield Trinity Wildcats au stade Gilbert Brutus en guise de jubilé de Jérôme Guisset, ancien joueur des Dragons et aujourd'hui adjoint de Robinson, précédé d'une rencontre entre les « amis de Guisset » et les « anciens des Dragons » (avec les présences d'Alex Chan, Justin Murphy, Mathieu Griffi, Laurent Frayssinous et Adel Fellous) ; les Dragons s'imposent 46-10. Une deuxième rencontre amicale à domicile a lieu le 21 janvier 2012 contre les London Broncos pour une victoire 44-22. En deux matchs amicaux contre des franchises de Super League, les Dragons remportent deux succès.

### Saison régulière et Challenge Cup

#### Un début de saison réussi

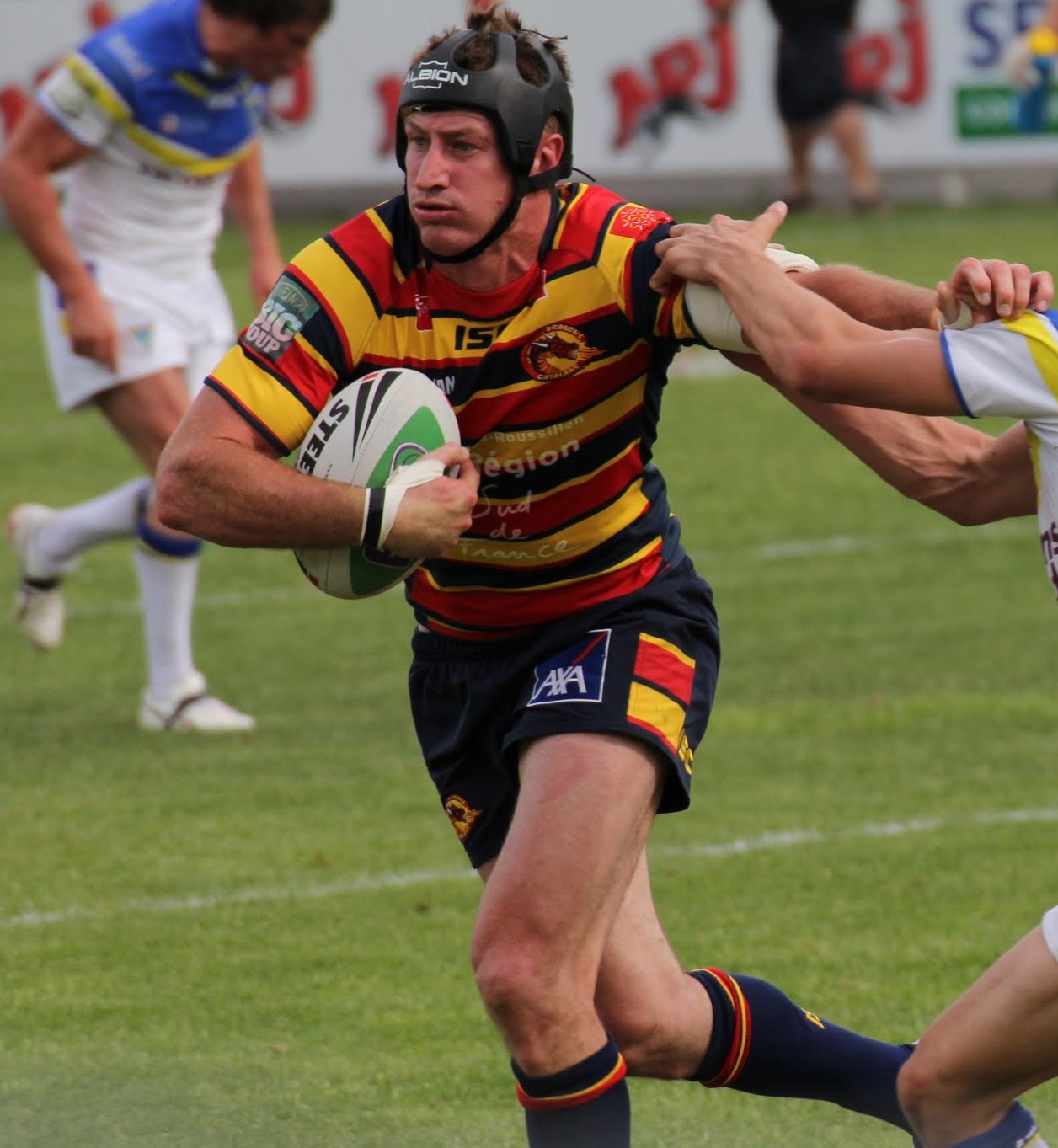
Steve Menzies apporte toute son expérience à la franchise catalane.

Les Dragons ouvrent leur saison à Bradford le 5 février 2012 contre les Bradford Bulls avec les présences de ses deux recrues Pryce (qui a remporté trois Super League avec Bradford) et Anderson. Sur une pelouse gelée, ils réalisent une excellente entrée en matière en remportant leur match 34-12 et en prenant la place de leader du classement général, ce match est réussi par une première mi-temps à sens unique où les Dragons menaient à la pause 20-0. Ils apprennent trois jours après que le rugby à XIII est l'un des sports retenus par la chaîne beIN Sport pour sa campagne de promotion avec l'achat des droits télévisuels de la Super League (et donc des Dragons Catalans) et de la National Rugby League. La deuxième rencontre prévue à domicile est reportée pour cause de terrain gelé. Un doute est émis pour la rencontre suivante prévue également à Perpignan où la possibilité d'inverser les rencontres est étudiée par les dirigeants catalans mais aussitôt refusée par les dirigeants anglais. Finalement, le club obtient un changement d'horaire pour la tenue de la rencontre passant de 18h30 à 15h30 après accord de la Super League. Cette première rencontre à domicile contre les Castleford Tigers met en lumière une faiblesse défensive catalane puisque les Anglais mènent 6-16 à la pause avant de faiblir physiquement, les Dragons remportent finalement leur second succès 28-20 à l'usure.

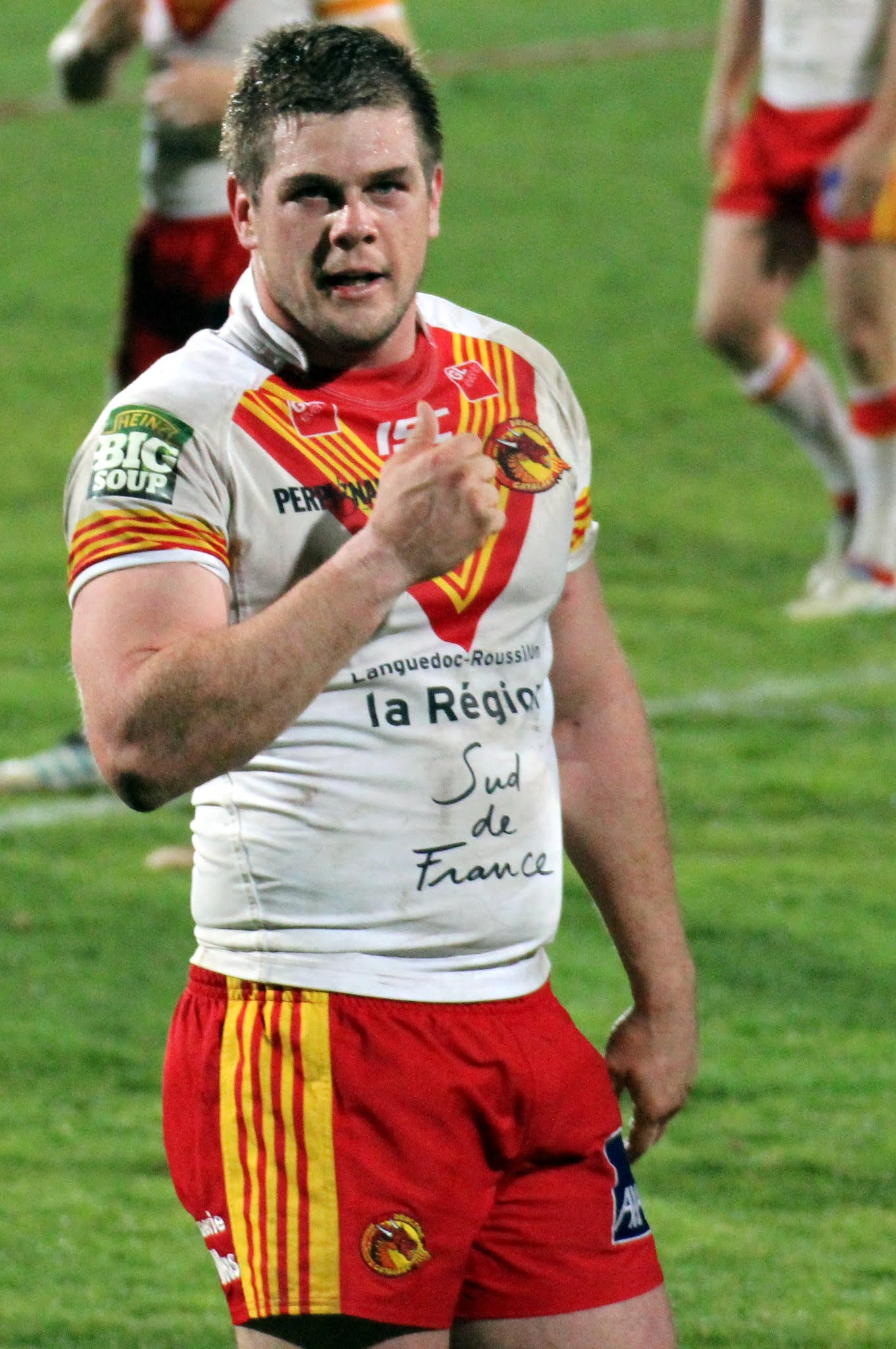
Rémi Casty devient une référence au poste de pilier en Super League.

Leur troisième match constitue l'affiche de la quatrième journée de Super League avec le déplacement des Dragons dans le nouvel antre de 18 000 places des Saints de St Helens, Langtree Park, qui leur a coûté 30 millions de livres soit environ 35 millions d'euros. Robinson parle d'« un premier test contre l'une des quatre meilleures équipes du championnat. » (ce quatuor est composé de St Helens, Leeds Rhinos, Wigan Warriors et Warrington Wolves). Menés 8-26, les Dragons réussissent un retentissant retournement de situation s'imposant 34-32 sur la pelouse des Saints et récupèrent la place de leader au classement général. Ils effectuent un second déplacement d'affilée en se rendant sur la pelouse d'un autre cador - les Wigan Warriors (deuxièmes) - et notent le retour d'Anderson dans le groupe après un mois d'absence pour un problème aux ischio-jambiers. Les Dragons pensent être en route pour un deuxième exploit en menant 12-10 à la pause mais subissent les locaux toute la seconde période pour enregistrer leur première défaite de la saison 12-36. Ces deux déplacements n'ont pas été sans conséquence sur l'effectif puisque Steve Menzies, Anderson et Greenshields sont blessés, et obligent Robinson à puiser dans la réserve des Dragons en appelant les jeunes Michaël Simon, Julian Bousquet et Damien Cardace. Malgré ces absences, la réception des Salford City Reds début mars montre que les Dragons sont candidats au titre avec une victoire 40-18. Ils confirment avec une victoire à domicile contre Hull KR 20-12 malgré une équipe adverse accrocheuse. Après un quart du championnat, les Dragons présentent un bilan de cinq victoires et une défaite à Wigan, se positionnant à un point des leaders Huddersfield et Leeds avec un match en retard. Il s'agit du meilleur début de saison de la franchise catalane depuis son intégration à la Super League en 2006, expliqué par l'arrivée de l'entraîneur Robinson en 2011 qui pour sa deuxième saison s'est constitué un effectif répondant à ses exigences avec en tête le demi de mêlée Scott Dureau, Leon Pryce, Lopini Paea, Jason Baitieri, David Ferriol et Rémi Casty, le président Bernard Guasch annonçant le souhait d'atteindre cette saison une demi-finale de la Super League ou de la Challenge Cup (Coupe d'Angleterre que les Dragons Catalans disputent depuis 2006).

#### À mi-saison, les Dragons s'affirment comme un outsider pour le titre

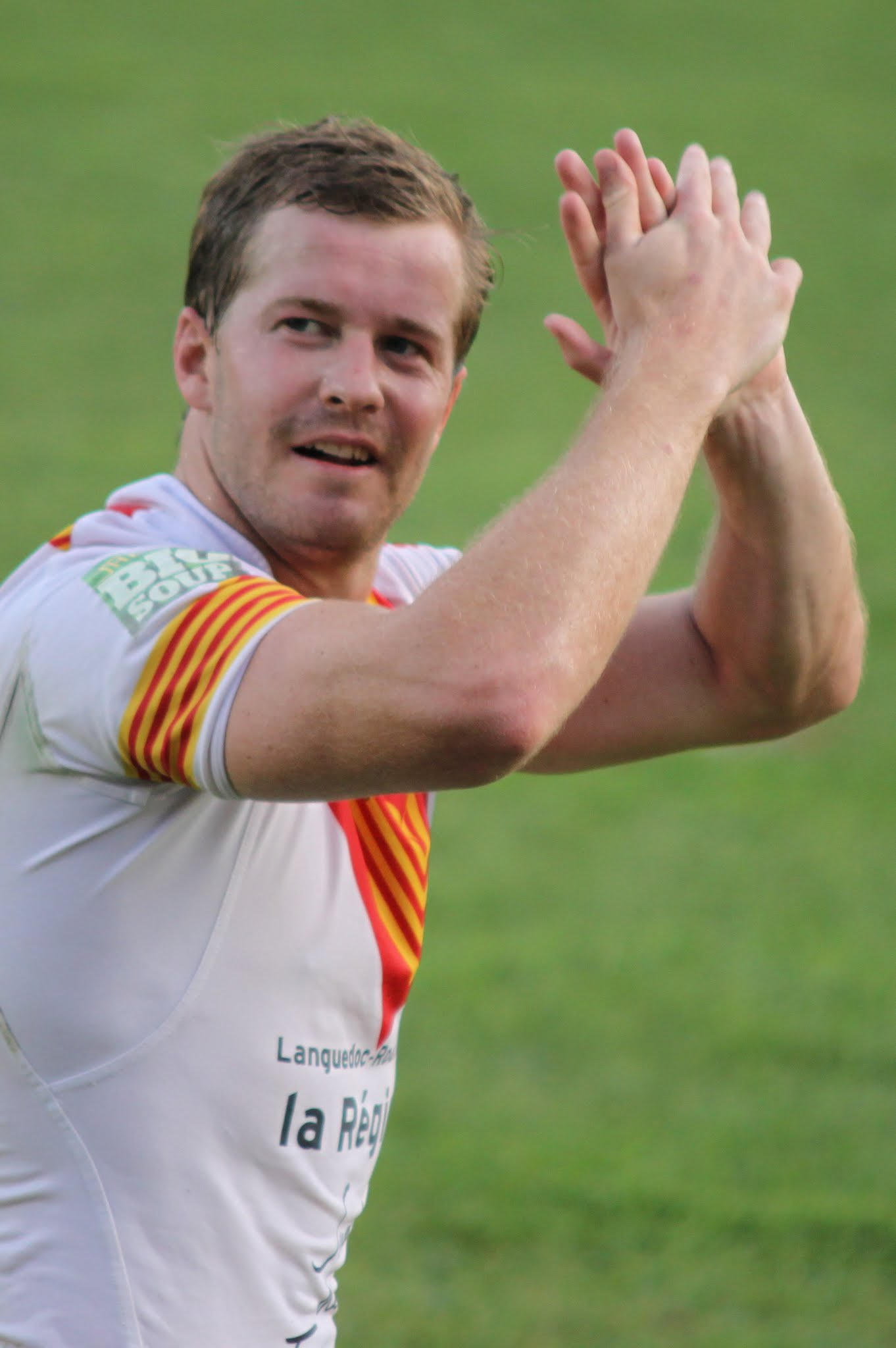
Scott Dureau s'affirme comme l'un des meilleurs demis de mêlée de la Super League.

Fin mars, les Dragons se déplacent à Wakefield et enregistrent les retours de blessure de Greenshield et de suspension de Jamal Fakir et de Setaimata Sa, le premier nommé annonçant son départ de la franchise catalane en fin de saison. Ce match constitue une contre-performance pour les Dragons puisqu'ils le perdent 22-32 après un début de match désastreux. Menés 0-18 après 23 minutes de jeu, ils ne parviennent pas à renverser la situation comme à St Helens et enregistrent leur deuxième défaite de la saison. Le lendemain, ils apprennent le nom de leur adversaire pour leur entrée en lice en Challenge Cup avec un déplacement difficile à Hull KR.
Avec la réception des promus de Widnes Vikings, les Catalans désirent reprendre leur marche en avant en championnat après leur faux pas contre Wakefield. Cela est chose faite puisqu'ils battent leur record de points inscrits en un match de Super League sur un score sans appel de 76-6 (le précédent record datait de 2007 avec une victoire 66-6 contre Salford) dans un match où le jeune Damien Cardace inscrit un quadruple pour sa première titularisation à ce niveau. Ils se rendent ensuite à Londres pour affronter les London Broncos en enregistrant le retour de Menzies après un mois d'indisponibilité et y alignent une nouvelle victoire 36-18. Dans l'optique de la réception des Warrington Wolves le week-end de Pâques, Robinson avait procédé à de nombreuses revues d'effectif dans les matchs précédents pour les accueillir au complet et déclare que la franchise catalane « a gagné le respect des autres équipes ». Cette préparation lui donne raison puisqu'ils s'imposent 44-16 face à Warrington en inscrivant huit essais à trois devant 11 526 spectateurs au stade Gilbert Brutus ; les Dragons retrouvent le podium au général avant d'effectuer leurs débuts en Challenge Cup.

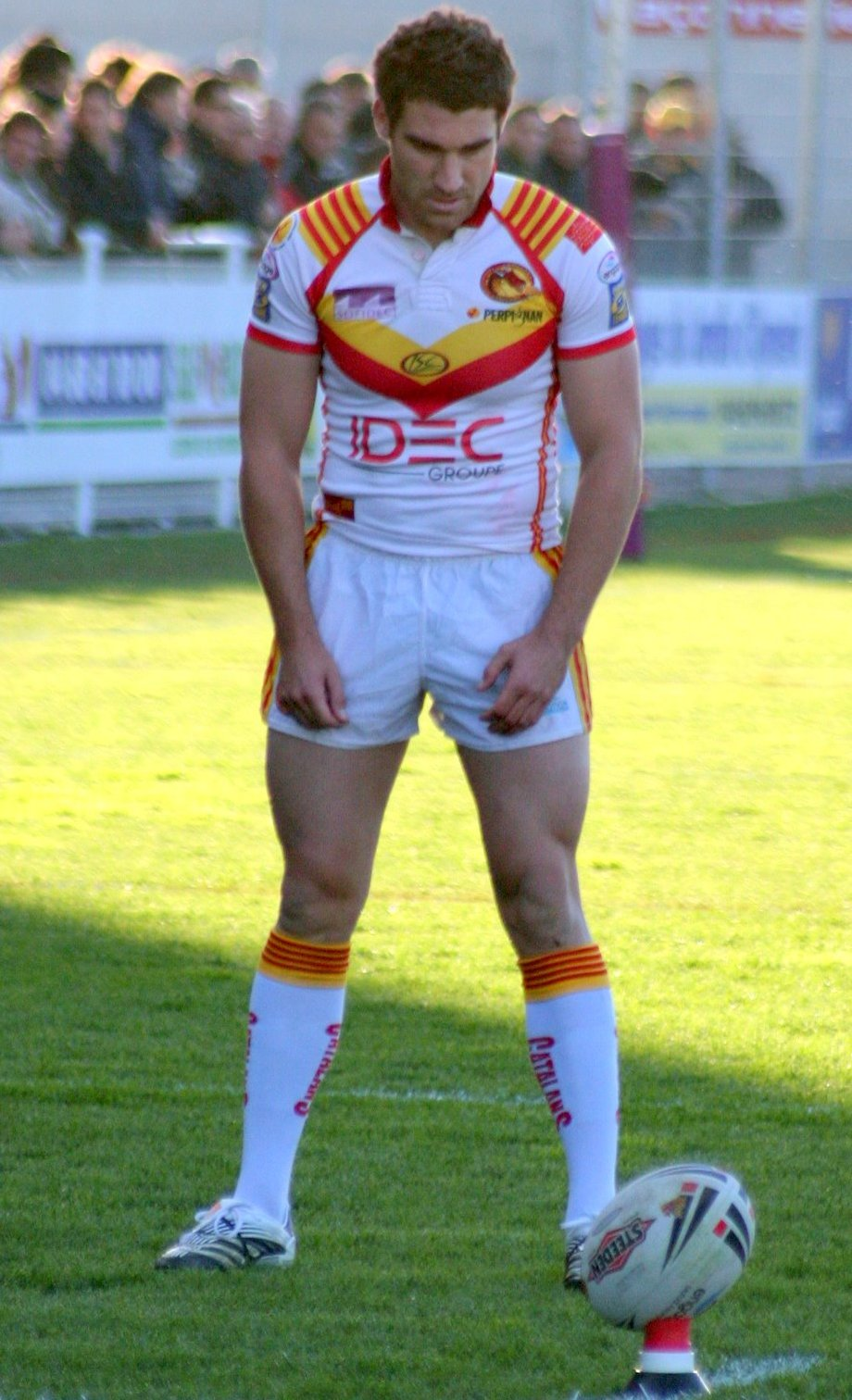
Thomas Bosc inscrit un drop décisif pour la victoire contre les Huddersfield Giants.

Cette entrée en lice contre Hull KR constitue un tirage difficile pour les Dragons, toutefois ils trouvent les ressources nécessaires pour s'imposer sur le fil 20-18. Le tirage au sort pour les huitièmes de finale est plus clément et les oppose aux Sheffield Eagles, club de Championship (antichambre de la Super League) fin avril. Ils se rendent ensuite à Leeds pour affronter les Leeds Rhinos, seul stade où les Dragons ne se sont jamais imposés depuis leurs débuts, toutefois un début de match raté avec deux essais encaissés en dix minutes condamne les espoirs des Catalans qui sont battus 18-34.
Le huitième de finale de la Challenge Cup n'est pas pris à la légère par Robinson qui fait peu tourner l'effectif, Sheffield ayant la meilleure attaque de Championship. Les Dragons s'imposent 68-6 en inscrivant treize essais et se qualifient pour les quarts de finale où ils affrontent les Warrington Wolves qu'ils viennent de battre en championnat. En Super League, les Dragons reçoivent début mai les leaders Huddersfield Giants et comptent sur les retours de Greenshields, suspendu une semaine pour avoir qualifié l'arbitre de Leeds-Dragons de « retardé », et d'Anderson face à la franchise d'Huddersfield qui n'a connu que deux défaites depuis le début de l'exercice. Devant 10 684 spectateurs, les Dragons imposent leur jeu dans un match disputé où chaque équipe prend tout à tour l'avantage au score. Dureau se blesse durant la partie mais les Catalans ont le dernier mot grâce à une drop en fin de match de Thomas Bosc puis un essai de Vincent Duport. Pour le quart de finale face à Warrington, Dureau est aligné, mais cela n'empêche pas les Anglais de prendre leur revanche et de s'imposer 22-32. Les Dragons n'ont donc plus que la Super League pour cette deuxième partie de saison. À mi-parcours, les Dragons comptent neuf victoires pour trois défaites, et se trouvent en quatrième position du championnat malgré un match en retard et la deuxième meilleure attaque. Le club s'active déjà pour la saison 2013 sachant les départs de Greenshield qui retourne en Australie et de Setaimata Sa qui a succombé aux sirènes du rugby à XV en signant aux London Irish (club anglais).

#### Magic Week-end et délocalisation au stade la Mosson
Les Dragons entament fin mai les matchs retours de la saison régulière de Super League en se déplaçant chez les Widnes Vikings et s'imposent non sans difficulté face au promu 42-34 dans les ultimes minutes grâce aux essais de Bosc et de Dureau. Ce match met de nouveau à mal la défense catalane. Lors du « Magic week-end » (évènement où toutes les rencontres de la journée se disputent dans un même stade) à l'Etihad Stadium du club champion d'Angleterre de football Manchester City, une centaine de supporters catalans font le déplacement pour assister à la victoire des Dragons face aux London Broncos 42-18. Les Dragons prennent la troisième place derrière Wigan et Warrington. En revanche, ils ne réussissent pas la passe de trois victoires d'affilée à l'extérieur en étant battu par les Salford City Reds 30-34 dans un match où ils menaient 20-0.

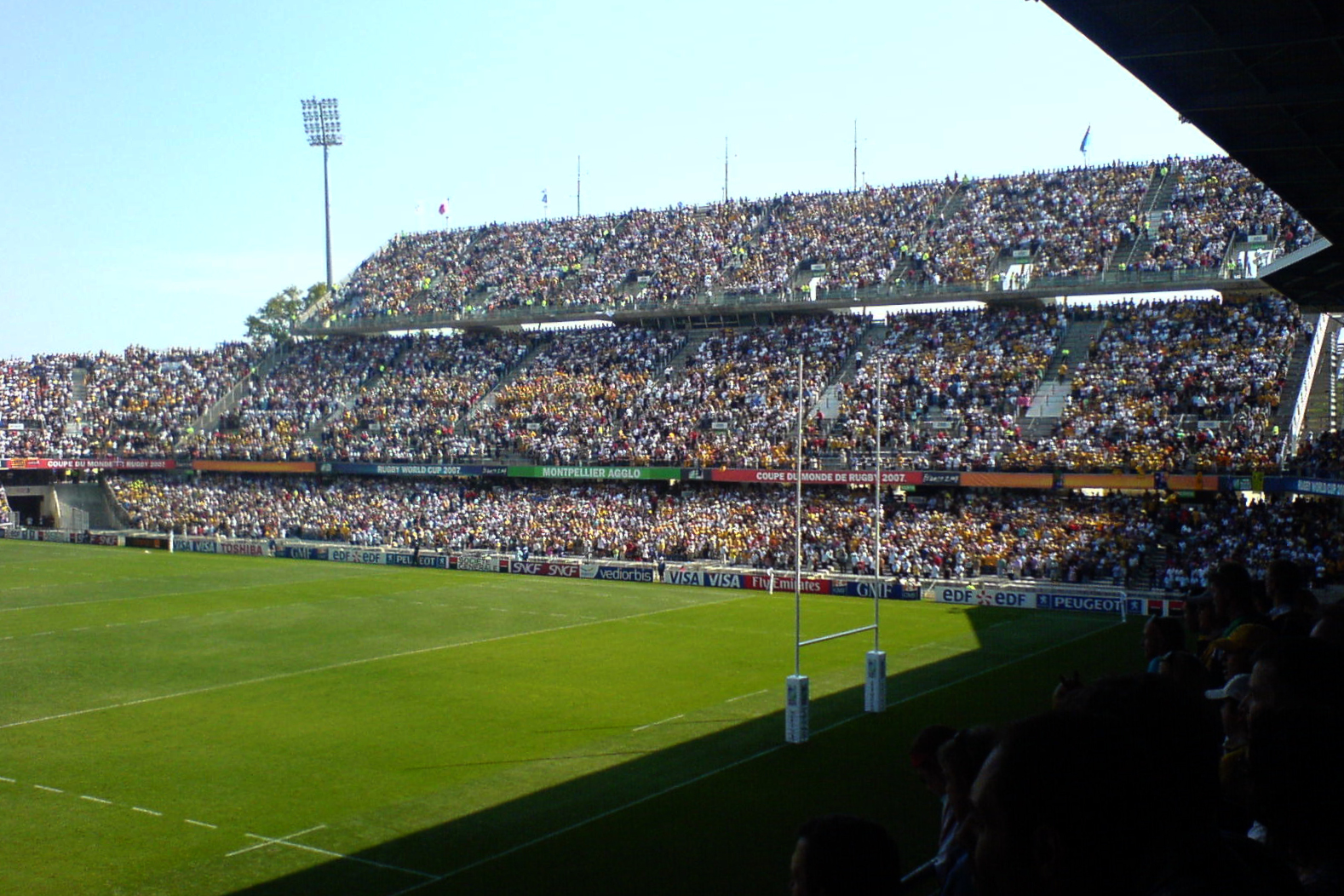
Le Stade de la Mosson à Montpellier accueille pour la première fois les Dragons Catalans.

Ils affrontent ensuite les leaders Wigan Warriors, auteurs de onze succès consécutifs entre championnat et Challenge Cup, dans un match délocalisé à Montpellier au Stade de la Mosson à la suite d'une promesse faite par le président Guasch au défunt Georges Frêche. Le match est également la première rencontre diffusée en direct sur la nouvelle chaîne beIN Sport à 15h pour éviter un doublon avec la finale du Top 14 en rugby à XV. Une organisation conjointe entre le club, le département et le conseil régional permet aux supporters de se rendre en train à Montpellier pour assister à l'affiche. Devant 13 858 spectateurs, les Dragons sont menés 8-14 à la mi-temps résistant aux nombreux assauts de l'équipe adverse qui mènent d'un essai accordé par l'arbitre l'Anglais James Child après visionnage de la vidéo malgré un passage en touche. La deuxième mi-temps est clairement à l'avantage de Wigan qui ajoute quatre nouveaux essais à un essai après une course de 60 mètres de Dureau et s'impose 14-36. L'arrivée de la chaîne diffuseur amènent de nombreux changements d'horaires pour des retransmissions en direct. Ils renouent avec le succès avec une victoire à l'extérieur contre Hull KR 13-10 grâce à un drop et une pénalité de Dureau dans les ultimes minutes, confortant leur troisième place au général, puis confirment avec un succès à domicile contre Wakefield 34-10.

#### Des erreurs d'arbitrage donnent un coup au moral des Dragons

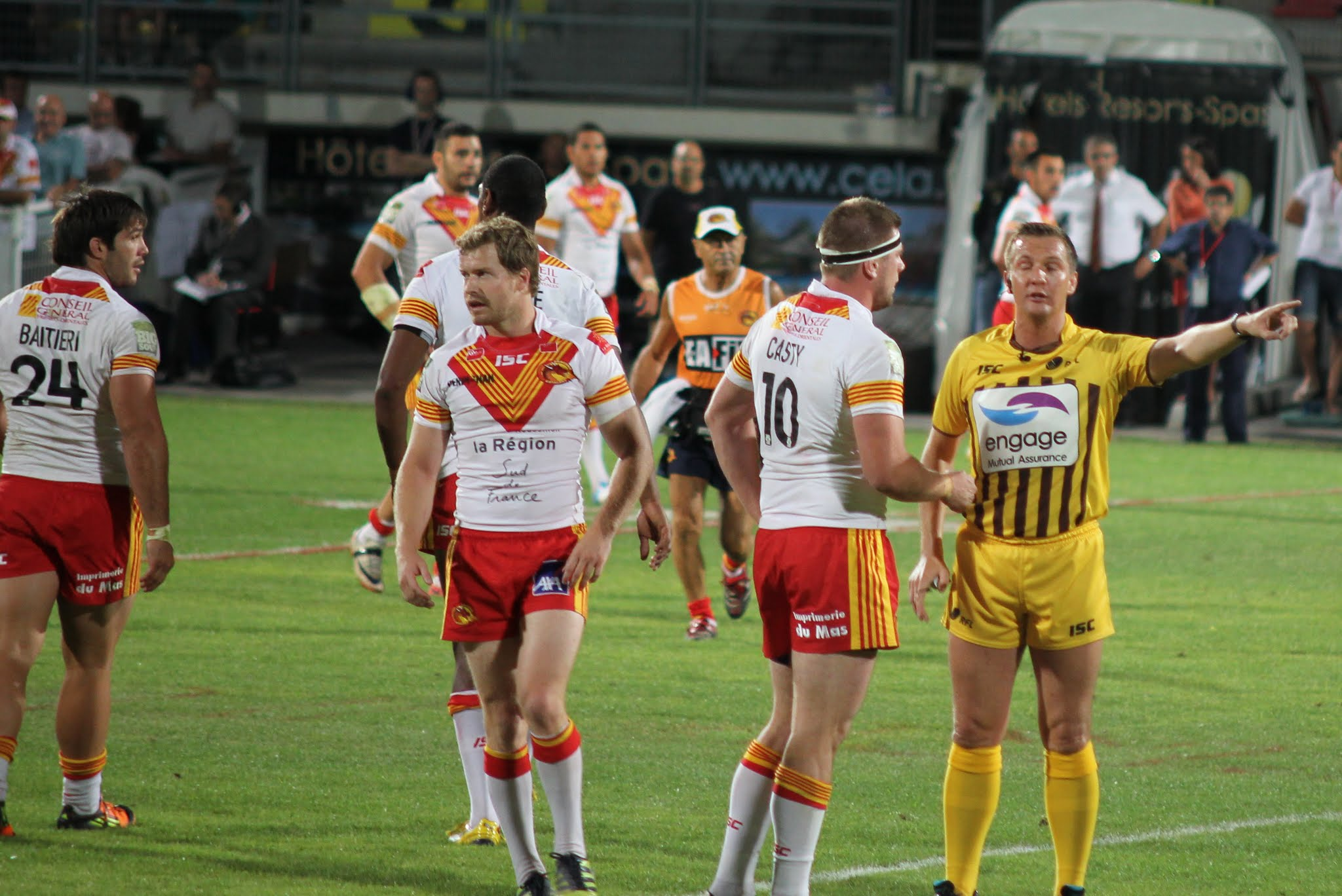
La défaite face au St Helens RLFC est émaillée d'erreurs d'arbitrages.

Début juillet, ils défient les Warrington Wolves qui les devancent au général où Bosc, Sa, Barhtau, Anderson et Vaccari sont absents pour blessure. Dans cette rencontre arbitrée par l'Anglais James Child, les Dragons ne peuvent réussir l'exploit. Encaissant rapidement un essai marqué par un en-avant non sanctionné à la 14e minute puis marquant deux essais refusés par la vidéo, les Dragons s'inclinent 6-15. Ils disputent leur match en retard de la deuxième journée contre Hull FC et le remportent 44-14 avant de défier l'un des autres prétendants au titre, St Helens RLFC. Devant 10 387 spectateurs, ce match opposant les troisièmes aux quatrièmes tourne à l'avantage de ces derniers. En fin de match, les Dragons sont menés 15-20 et occupent le terrain adverse avant de percer leur défense et d'inscrire un essai par Cardace. L'arbitre anglais Ben Thaler le refuse pourtant à cause d'une obstruction d'un joueur catalan sous la bronca des supporters. Les Dragons perdent 15-20 leur premier match de la saison sur leur pelouse du stade Gilbert Brutus. Lors de leur deuxième réception contre les London Broncos, alors derniers de la Super League, les Catalans souffrent et s'imposent d'une courte avance 19-12. De nouveau, l'arbitrage d'un Anglais est remis en question après la validation d'un essai anglais et de son empressement pour un refus d'un essai français cinq minutes plus tard pour un passage à vide. Quelques supporters quittent la tribune en guise de protestation. Les Dragons continuent toutefois leurs efforts et, malgré un autre essai refusé par la vidéo à Damien Blanch, ils prennent l'avantage par Daryl Millard et un drop de Dureau.
Début août, il reste alors cinq journées de saison régulière pour déterminer le classement final et l'ordre des équipes pour la phase finale. Les Dragons débutent par un match contre Huddersfield qui reste sur une victoire en neuf rencontres malgré les absences de nombreux joueurs : Menzies, Sa, Anderson, Vaccari, Bosc, Simon, Greenshields et Barthau. Le changement d'entraîneur opéré par Huddersfield porte ses fruits puisque les Dragons s'inclinent 18-36 et débute de la plus mauvaise des manières ce sprint final. Pour leur deuxième déplacement consécutif, les Dragons confirment leur mauvaise passe avec une seconde défaite contre Hull FC 10-30 mettant en exergue leurs carences défensives.

#### Un sprint final réussi

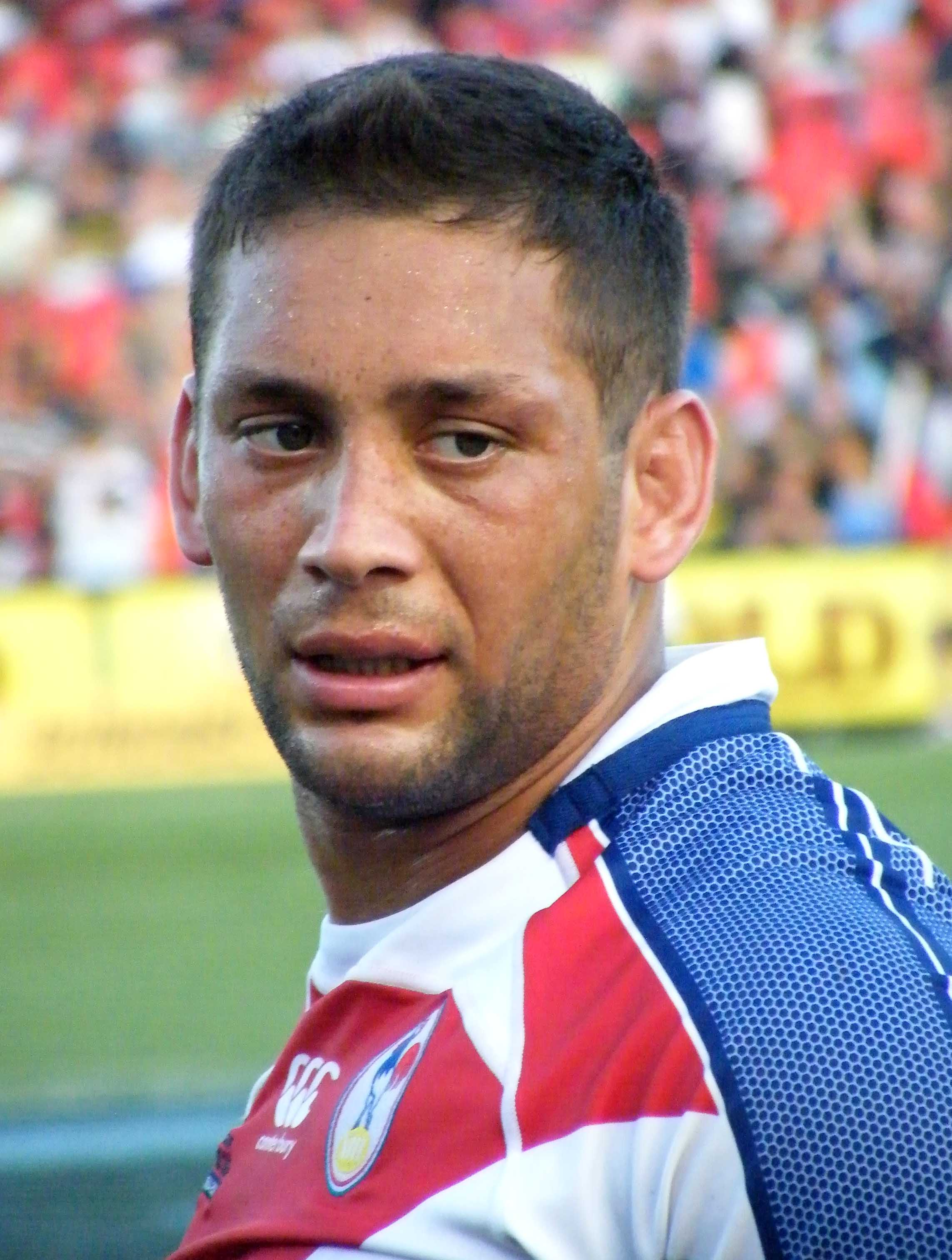
Olivier Elima annonce son retour chez les Dragons Catalans lors de leur rencontre avec les Bradford Bulls.

Pour leur centième match de leur histoire à domicile en Super League, les Dragons accueillent le champion en titre, les Leeds Rhinos. Devant 10 269 spectateurs, ils mènent rapidement 18-0 mais bataillent tout le match pour éviter un retour de Leeds. Le score final est 38-34. Ce succès permet à la franchise de conserver sa quatrième place. À deux journées de la fin, les Dragons ont déjà égalé leurs records de victoires en une saison (dix victoires en 2008) et de points inscrits en une saison (avec 716 points).
Pour ses deux dernières rencontres, Robinson se passe de Pryce, opéré d'un ménisque. Ils remportent leur dernier match à l'extérieur de la saison régulière 46-26 contre les Castleford Tigers. Pour leur dernière rencontre de la saison régulière, les Dragons accueillent les Bradford Bulls, emmenés par leur ancien capitaine Olivier Elima qui effectuera son retour aux Dragons en 2013, pour conserver leur quatrième place. L'entraîneur, Trent Robinson, annonce quant à lui son départ pour entraîner la franchise des Sydney Roosters en National Rugby League à partir de 2013 après deux saisons aux Dragons, ce qui fait dire au président Bernard Guasch « cette décision honore notre club qui semble-t-il a vocation à former de grands entraîneurs, car après le départ de Mick Potter pour St Helens, c'est maintenant au tour de Trent Robinson de rejoindre l'un des meilleurs clubs au monde, les Sydney Roosters ». Cela ne perturbe par les joueurs qui s'imposent 50-26 et terminent quatrièmes de la saison régulière.

#### Une phase finale laissant des regrets

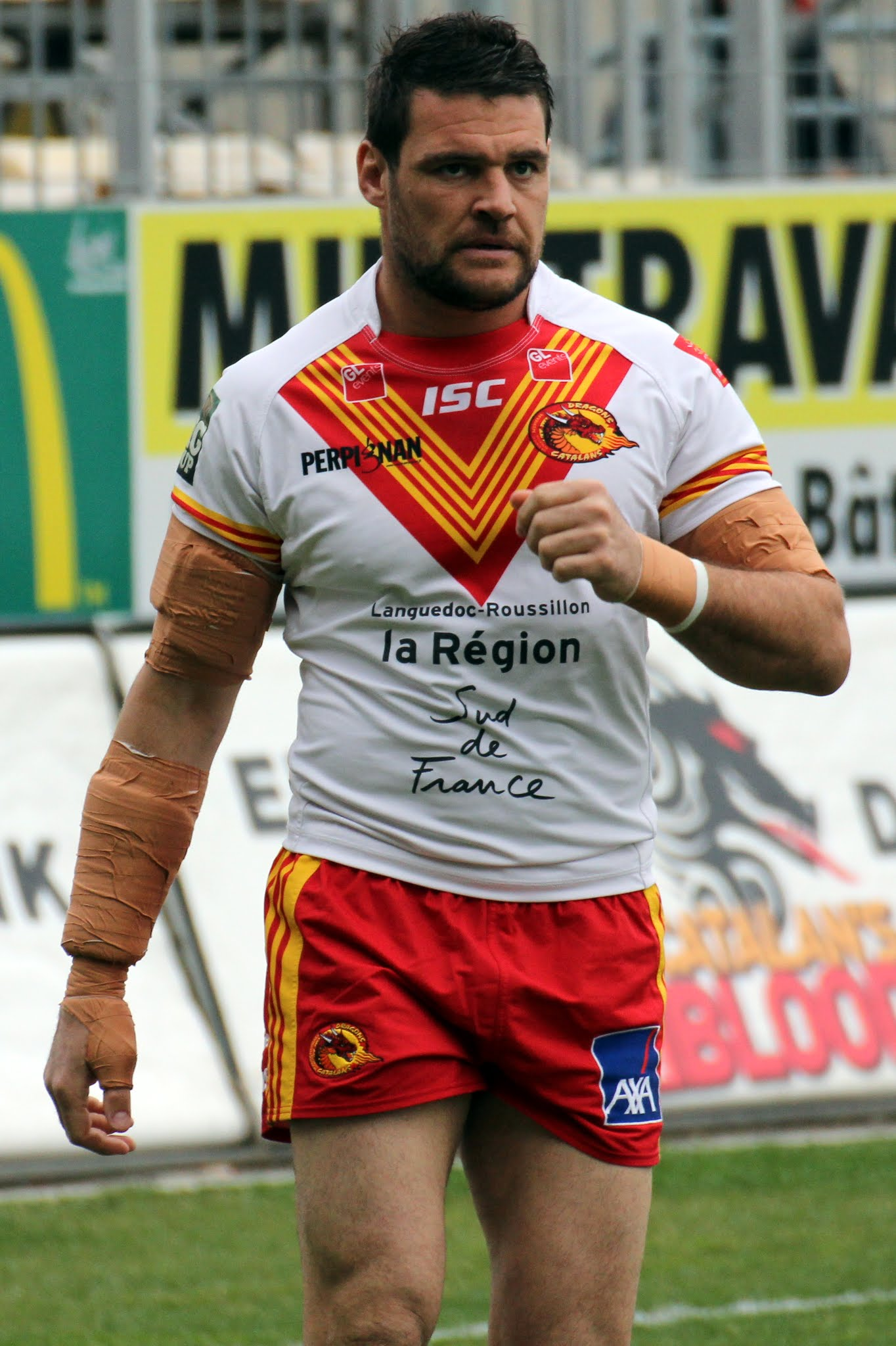
Le pilier des Dragons, David Ferriol prend sa retraite sportive après la défaite face aux Leeds Rhinos.

Pour son premier tour, les Dragons doivent affronter le leader de la saison régulière, les Wigan Warriors, dans leur antre : DW Stadium. Ces derniers les ont battu à deux reprises cette saison. En cas de victoire, les Dragons se qualifieraient directement pour les demi-finales. En l'absence de Leon Pryce, ils sont très vite dépassés par le jeu déployé par les leaders de la saison régulière qui marquent huit essais et se qualifient pour les demi-finales. En sa qualité de quatrième, les Dragons ont encore une chance de se retrouver en demi-finale, à l'unique condition de battre son prochain adversaire à domicile. Cet adversaire est les Leeds Rhinos. Plusieurs joueurs sont annoncés partants pour la saison suivante avec la retraite de Ferriol et les départs de Sa, Greenshields et Stacul.
Dans ce deuxième match de phase finale, Leon Pryce effectue son retour dans l'effectif pour affronter les Leeds Rhinos. Dans un match âprement disputé où chacune des équipes prend successivement l'avantage, le demi d'ouverture de Leeds Kevin Sinfield tape un coup de pied rasant dans l'en-but catalan qui amène un essai de Carl Ablett. Malgré un sursaut d'orgueil devant 11 523 spectateurs au stade Gilbert Brutus, les Dragons Catalans s'avouent vaincus 20-26 face au futur champion de la Super League.
| Match 1 | Wigan Warriors | 46 – 6 | Dragons Catalans |  |
| Match 1 |                |        |                  |  |
| Match 1 |                |        |                  |  |

| Match 2 | Dragons Catalans | 20 – 27 | Leeds Rhinos |  |
| Match 2 |                  |         |              |  |
| Match 2 |                  |         |              |  |

## Statistiques

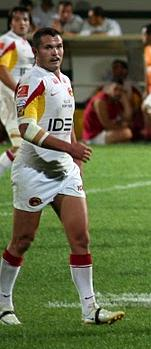
Clint Greenshields est le meilleur marqueur d'essais des Dragons en Super League.

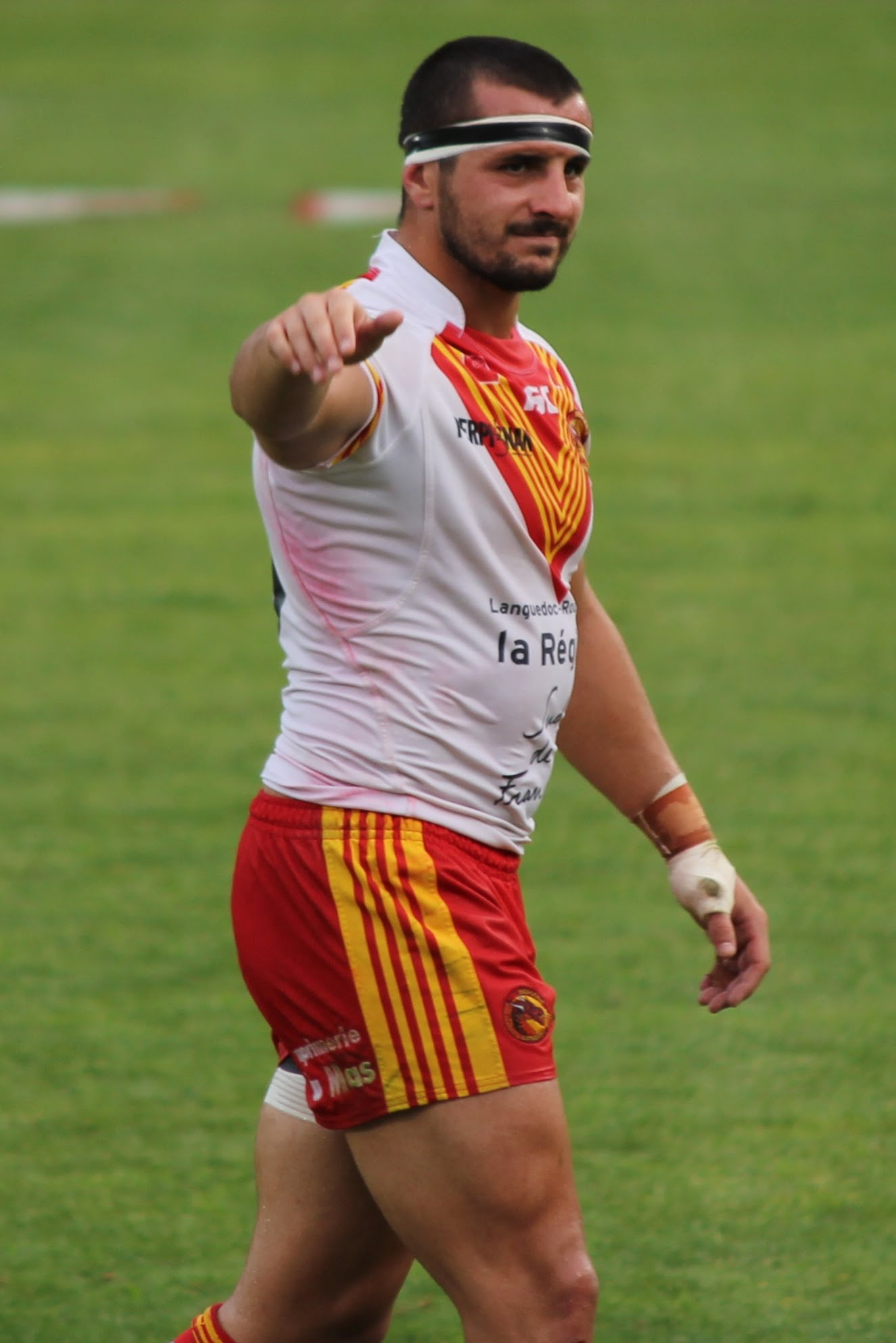
Greenshields est suivi par Vincent Duport à ce classement.

Le tableau suivant résume les statistiques des joueurs des Dragons Catalans en Super League et Challenge Cup pour la saison 2012.
| Numéro | Nat. | Nom                 | Super League | Super League | Super League | Super League | Challenge Cup | Challenge Cup | Challenge Cup | Challenge Cup |
| Numéro | Nat. | Nom                 | M.J.         | Pts          | E            | T/P          | M.J.          | Pts           | E             | T/P           |
| ------ | ---- | ------------------- | ------------ | ------------ | ------------ | ------------ | ------------- | ------------- | ------------- | ------------- |
| 1      |      | Clint Greenshields  | 22           | 72           | 18           | 0            | 1             | 0             | 0             | 0             |
| 2      |      | Damien Blanch       | 21           | 60           | 15           | 0            | 0             | 0             | 0             | 0             |
| 3      |      | Leon Pryce          | 24           | 32           | 8            | 0            | 3             | 16            | 4             | 0             |
| 4      |      | Setaimata Sa        | 18           | 36           | 9            | 0            | 2             | 0             | 0             | 0             |
| 5      |      | Cyril Stacul        | 6            | 4            | 1            | 0            | 2             | 4             | 1             | 0             |
| 6      |      | Thomas Bosc         | 18           | 36           | 7            | 4            | 2             | 8             | 2             | 0             |
| 7      |      | Scott Dureau        | 29           | 289          | 13           | 120          | 3             | 34            | 0             | 17            |
| 8      |      | David Ferriol       | 20           | 0            | 0            | 0            | 2             | 0             | 0             | 0             |
| 10     |      | Rémi Casty          | 29           | 36           | 9            | 0            | 3             | 4             | 1             | 0             |
| 9      |      | Ian Henderson       | 24           | 0            | 0            | 0            | 3             | 4             | 1             | 0             |
| 11     |      | Steve Menzies       | 19           | 32           | 8            | 0            | 3             | 4             | 1             | 0             |
| 12     |      | Louis Anderson      | 17           | 36           | 9            | 0            | 2             | 0             | 0             | 0             |
| 13     |      | Grégory Mounis      | 22           | 8            | 2            | 0            | 0             | 0             | 0             | 0             |
| 14     |      | Sébastien Raguin    | 22           | 8            | 2            | 0            | 2             | 4             | 1             | 0             |
| 15     |      | Jean-Philippe Baile | 6            | 0            | 0            | 0            | 0             | 0             | 0             | 0             |
| 16     |      | Éloi Pélissier      | 15           | 0            | 0            | 0            | 2             | 8             | 2             | 0             |
| 17     |      | Cyrille Gossard     | 4            | 0            | 0            | 0            | 0             | 0             | 0             | 0             |
| 18     |      | Daryl Millard       | 27           | 56           | 14           | 1            | 3             | 4             | 1             | 0             |
| 19     |      | Frédéric Vaccari    | 0            | 0            | 0            | 0            | 0             | 0             | 0             | 0             |
| 20     |      | Mickaël Simon       | 8            | 0            | 0            | 0            | 3             | 4             | 1             | 0             |
| 21     |      | Julian Bousquet     | 2            | 0            | 0            | 0            | 0             | 0             | 0             | 0             |
| 22     |      | Jamal Fakir         | 25           | 4            | 1            | 0            | 3             | 0             | 0             | 0             |
| 23     |      | Lopini Paea         | 24           | 20           | 5            | 0            | 2             | 4             | 1             | 0             |
| 24     |      | Jason Baitieri      | 26           | 16           | 4            | 0            | 3             | 0             | 0             | 0             |
| 25     |      | Vincent Duport      | 29           | 70           | 17           | 1            | 3             | 8             | 2             | 0             |
| 26     |      | Ben Fisher          | 14           | 4            | 1            | 0            | 1             | 4             | 1             | 0             |
| 27     |      | William Barthau     | 1            | 0            | 0            | 0            | 0             | 0             | 0             | 0             |
| 28     |      | Damien Cardace      | 9            | 20           | 5            | 0            | 3             | 12            | 3             | 0             |
| 29     |      | Mathias Pala        | 6            | 0            | 0            | 0            | 0             | 0             | 0             | 0             |
| 31     |      | Antoni Maria        | 1            | 0            | 0            | 0            | 0             | 0             | 0             | 0             |
| 32     |      | Kevin Larroyer      | 2            | 0            | 0            | 0            | 0             | 0             | 0             | 0             |

## Classement de la saison régulière
| Rang | Franchise           | J  | V  | N | D  | Pm  | Pe   | Diff | Pts |
| ---- | ------------------- | -- | -- | - | -- | --- | ---- | ---- | --- |
| 1    | Wigan Warriors      | 27 | 21 | 0 | 6  | 994 | 449  | +545 | 42  |
| 2    | Warrington Wolves   | 27 | 20 | 1 | 6  | 909 | 539  | +370 | 41  |
| 3    | St Helens RLFC      | 27 | 17 | 2 | 8  | 795 | 480  | +315 | 36  |
| 4    | Dragons catalans    | 27 | 18 | 0 | 9  | 812 | 611  | +201 | 36  |
| 5    | Leeds Rhinos (T)    | 27 | 16 | 0 | 11 | 823 | 662  | +161 | 32  |
| 6    | Hull FC             | 27 | 15 | 2 | 10 | 696 | 621  | +75  | 32  |
| 7    | Huddersfield Giants | 27 | 14 | 0 | 13 | 699 | 664  | +35  | 28  |
| 8    | Wakefield Wildcats  | 27 | 13 | 0 | 14 | 633 | 764  | -131 | 26  |
| 9    | Bradford Bulls      | 27 | 14 | 1 | 12 | 633 | 756  | -123 | 23¹ |
| 10   | Hull KR             | 27 | 10 | 1 | 16 | 753 | 729  | +24  | 21  |
| 11   | Salford City Reds   | 27 | 8  | 1 | 18 | 618 | 844  | -226 | 17  |
| 12   | London Broncos      | 27 | 7  | 0 | 20 | 588 | 890  | -302 | 14  |
| 13   | Castleford Tigers   | 27 | 6  | 0 | 21 | 554 | 948  | -394 | 12  |
| 14   | Widnes Vikings      | 27 | 6  | 0 | 21 | 532 | 1082 | -550 | 12  |

|  | Qualifié pour les phases finales (no 1 à no 8). |
|  | T : tenant du titre 2011.                       |

Attribution des points : deux points sont attribués pour une victoire, un point pour un match nul, aucun point en cas de défaite.

¹ Les Bulls de Bradford ont eu six points de pénalité pour difficultés financières.

|           | 1er tour des play offs | 1er tour des play offs          | 1er tour des play offs | |                   |                                 |        | Demi-finales préliminaires | Demi-finales préliminaires |        |  |                   |                | Demi-finales      | Demi-finales |  |  | Grande finale | Grande finale |  |
|           |                        |                                 |                        | |                   |                                 |        |                            |                            |        |  |                   |                |                   |              |  |  |               |               |  |
|           |                        | QPO1 :                          |                        | |                   |                                 |        |                            |                            |        |  |                   |                |                   |              |  |  |               |               |  |
|           | 1                      | Wigan Warriors                  | 46                     | |                   |                                 |        |                            |                            |        |  |                   |                |                   |              |  |  |               |               |  |
|           | 4                      | Dragons Catalans                | 6                      | |                   |                                 |        | PSF1 :                     |                            |        |  |                   |                |                   |              |  |  |               |               |  |
|           |                        |                                 |                        | |                   |                                 |        | Dragons catalans           | 20                         |        |  |                   |                |                   |              |  |  |               |               |  |
|           |                        | EPO1 :                          | EPO1 :                 | |                   |                                 |        | Leeds Rhinos               | 27                         |        |  |                   |                | QSF1 :            | QSF1 :       |  |  |               |               |  |
|           | 5                      | Leeds Rhinos                    | 42                     | |                   |                                 |        |                            |                            |        |  |                   |                | Wigan Warriors    | 12           |  |  |               |               |  |
|           | 8                      | Wakefield Wildcats              | 20                     | |                   |                                 |        |                            |                            |        |  |                   |                | Leeds Rhinos      | 13           |  |  | GF :          | GF :          |  |
|           |                        |                                 |                        | |                   |                                 |        |                            |                            |        |  |                   |                |                   |              |  |  | Leeds Rhinos  | 26            |  |
|           |                        | EPO2 :                          | EPO2 :                 | EPO2 : |                   |                                 |        |                            |                            | QSF2 : |  |                   |                | Warrington Wolves | 18           |  |  |               |               |  |
|           | 6                      | Hull FC                         | 46                     | |                   |                                 |        |                            |                            |        |  |                   | St Helens RLFC | 18                |              |  |  |               |               |  |
|           | 7                      | Huddersfield Giants             | 10                     | |                   | PSF2 :                          | PSF2 : |                            |                            |        |  | Warrington Wolves | 36             |                   |              |  |  |               |               |  |
|           |                        |                                 |                        | | Warrington Wolves | 24                              |        |                            |                            |        |  |                   |                |                   |              |  |  |               |               |  |
|           | QPO2 :                 | QPO2 :                          | QPO2 :                 | QPO2 : |                   |                                 |        | Hull FC                    | 12                         |        |  |                   |                |                   |              |  |  |               |               |  |
|           | 2                      | Warrington Wolves               | 6                      | |                   |                                 |        |                            |                            |        |  |                   |                |                   |              |  |  |               |               |  |
|           | 3                      | St Helens RLFC                  | 28                     | |                   |                                 |        |                            |                            |        |  |                   |                |                   |              |  |  |               |               |  |
|           |                        |                                 |                        | \| Légende : \| \| Progression de l'équipe défaite \| \| Progression de l'équipe victorieuse \| \| Progression de l'équipe choisie \| |                   |                                 |        |                            |                            |        |  |                   |                |                   |              |  |  |               |               |  |
| Légende : |                        | Progression de l'équipe défaite |                        | Progression de l'équipe victorieuse                                                                                                   |                   | Progression de l'équipe choisie |        |                            |                            |        |  |                   |                |                   |              |  |  |               |               |  |

Semaine 1. Qualification/Elimination en phase finale : les rencontres sont déterminées suivant le classement des équipes de la saison régulière. Les équipes ayant obtenu un meilleur rang affrontant l'équipe ayant le moins bon rang. Les équipes ayant le meilleur rang reçoivent.
Semaine 2. Les demi-finales préliminaires : les rencontres sont déterminées suivant le classement des équipes de la saison régulière. Les équipes ayant obtenu un meilleur rang affrontant l'équipe ayant le moins bon rang. Les équipes ayant le meilleur rang reçoivent.
Semaine 3. Les demi-finales : les vainqueurs des précédentes phases qualificatives s'affrontent pour déterminer les deux finalistes. Les adversaires sont décidées en fonction du choix de l'équipe ayant obtenu le meilleur classement lors de la saison régulière entre les deux équipes ayant le moins bon classement. Ce sont les vainqueurs de la semaine 1 qui reçoivent.

## Statistiques individuelles de la saison régulière et phases finales
Le botteur Scott Dureau est le meilleur réalisateur de la Super League de la saison régulière et par conséquent de la franchise catalane avec 117 réalisations et 13 essais pour 289 points. Thomas Bosc a également eu le loisir de botter à quelques reprises, toutefois en ajoutant la phase finale c'est le joueur des Leeds Rhinos Kevin Sinfield qui remporte le titre avec 140 réalisations. Au nombre d'essais inscrits, Clint Greenshields est le meilleur marqueur du club avec 18 essais devant Vincent Duport (17 essais) et Damien Blanch (15 essais). Les attaquants des Wigan Warriors Josh Charnley et Sam Tomkins sont en tête de la Super League avec 36 essais inscrits.

## Trophées et honneurs en championnat

### Individuel
Le botteur Scott Dureau est le meilleur botteur de la Super League 2012, c'est la première fois qu'un joueur de la franchise française reçoit cet honneur. Au sein de la franchise, il est suivi par Clint Greenshields (72 points avec dix-huit essais) et Vincent Duport (68 points avec dix-sept essais), ces deux derniers sont, par conséquent, les deux meilleurs marqueurs d'essais de la franchise. Dans l'équipe type de la saison en Super League, Scott Dureau est retenu dans l'équipe de rêve de la Super League 2012 au poste de demi de mêlée au côté du pilier Rémi Casty, ce dernier est le premier Français de l'histoire à être sélectionné dans cette équipe.

### Collectif
Au classement général en saison régulière, les Dragons catalans ont la quatrième meilleure attaque avec 812 points marqués. Sur le plan défensif, les Dragons ont la quatrième meilleure défense avec 611 points encaissés.

### Stade
Le stade Gilbert-Brutus a été rénové lors de la saison 2011 pour la construction d'une nouvelle tribune de 2 560 places assises, ce qui porte la capacité totale du stade à 11 500 places assises. Il comporte également une loge panoramique, des bureaux, une boutiques et des guichets. En termes de capacité, cela situe le club dans le top 7 de la Super League. Le coût de cette extension est de l'ordre de 6 805 000 euros répartis entre la ville de Perpignan (49 %), le conseil régional (28 %) et le conseil général (23 %).

## Couverture médiatique
En 2012, sur le territoire français, les Dragons catalans sont programmés sur la chaîne Orange sport (en direct ou en différé). Ce contrat inclut également d'autres diffusions du rugby à XIII telles que cinq rencontres du Toulouse olympique XIII, de l'équipe de France de rugby à XIII qui dispute le Tournoi des Quatre Nations ainsi que la finale du championnat de France. Tous les matchs joués à domicile sont diffusés par Orange sport jusqu'au mois de juin car à partir de la rencontre contre les Wigan Warriors à Montpellier, l'arrivée dans le paysage télévisuel français de beIN Sport change la donne. La nouvelle chaîne, que préside Charles Biétry, ancien président du Paris Saint-Germain Omnisports lors de la création de sa section Treiziste en 1996, décide de racheter les droits d'Orange et axe une partie de sa campagne d'abonnement sur le développement du rugby à XIII avec également l'achat des droits télés de la National Rugby League et les retransmissions des matchs à domicile des Dragons Catalans. Sky Sports retransmet les matchs disputés à l'extérieur sur le sol britannique. Pour la Challenge Cup, les diffusions sont assurées par la BBC.
Dans la presse, les résultats et rapports des matchs sont diffusés dans les quotidiens tels que L'Équipe ou L'Indépendant. Les Dragons ont également mis en place un magazine mensuel, les Dragons News (créé en janvier 2009).

## Joueurs en sélection nationale

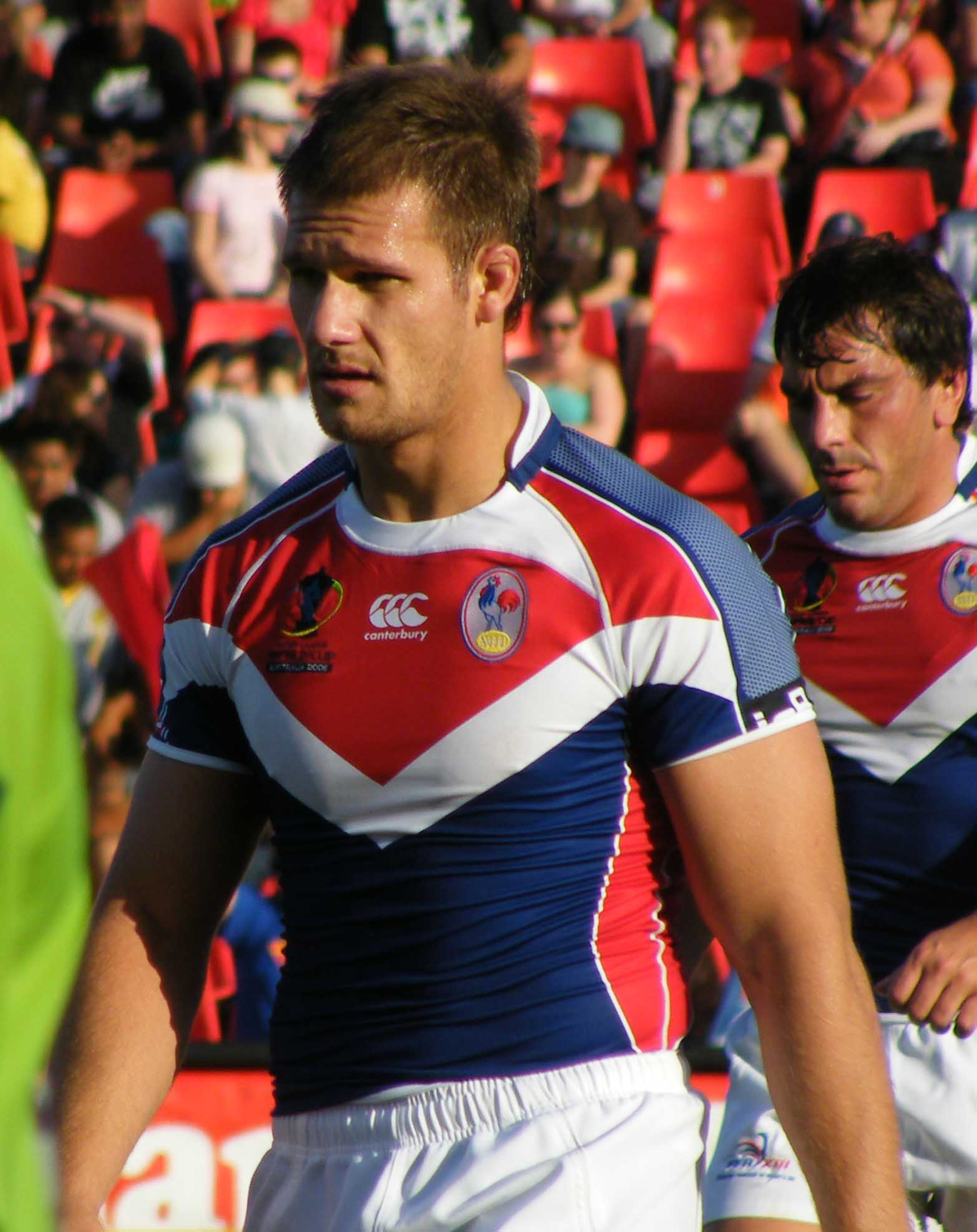
Grégory Mounis fait partie des nombreux joueurs des Dragons à revêtir le maillot de l'équipe de France.

Les Dragons catalans fournissent une grande partie de la sélection française qui a disputé un match amical en juin contre la sélection galloise et ses Tests d'automne contre le pays de Galles et l'Angleterre.
Lors du match amical de juin contre les Anglais, Aurélien Cologni appelle six joueurs des Dragons - Jean-Philippe Baile, Grégory Mounis, Thomas Bosc, Mickaël Simon, Cyril Stacul et Éloi Pélissier - malgré le fait que cette équipe soit marquée par une sélection axée sur les joueurs du Championnat de France au détriment des Dragons.
Avant les test-matchs en automne, seize joueurs des Dragons Catalans sont appelés par le duo d'entraîneur Aurélien Cologni et Thierry Dumaine, à savoir Jason Baitieri, Thomas Bosc, Rémi Casty, Vincent Duport, Jamal Fakir, Grégory Mounis, Sébastien Raguin, William Barthau, Mickaël Simon, Damien Cardace, Éloi Pélissier, Mathias Pala, Anthony Maria, Cyril Stacul, Kevin Larroyer et Julian Bousquet. Ils effectuent un stage à Saint-Cyprien avant d'aller au CREPS de Toulouse avec l'ensemble de l'équipe de France en préparation de ces matchs. Lors de la sélection de 19 joueurs pour affronter le pays de Galles, treize joueurs des Dragons sont retenus : Jason Baitieri, William Barthau, Thomas Bosc, Rémi Casty, Vincent Duport, Kevin Larroyer, Anthony Maria, Grégory Mounis, Mathias Pala, Éloi Pélissier, Sébastien Raguin, Mickël Simon et Cyril Stacul.